# Luciliocline subspicata
Luciliocline subspicata là một loài thực vật có hoa trong họ Cúc. Loài này được (Wedd.) Anderb. & S.E.Freire mô tả khoa học đầu tiên năm 1991.